# 후마 쿠레시
후마 쿠레시(힌디어: हुमा क़ुरैशी, 영어: Huma Qureshi, 1986년 7월 28일 ~ )는 인도의 배우, 모델이다.

## 출연 작품
- 아미 오브 더 데드 - 지타 역